# Seznam nigerijskih politikov
Seznam nigerijskih politikov.

## A
- Sani Abacha - Atiku Abubakar - Abdullahi Adamu - Oluyemi Adeniji - Olusegun Agagu - Augustus Akinloye - George Akume - Diepreye Alamieyeseigha - Adamu Aliero - Bethel Nnaemeka Amadi - Anyim Pius Anyim - Victor Attah - Eme Awa - Obafemi Awolowo - Benjamin Nnamdi Azikiwe (1904-1996)

## B
- Ibrahim Babangida - Attahiru Bafarawa - Abubakar Tafawa Balewa - Ahmadu Bello - Muhammadu Buhari

## D
- Gbenga Daniel - Joshua Dariye - Donald Duke -

## E
- Sam Egwu - Mallam Nasir el-Rufai -

## F
- Olu Falae - Ayo Fayose -

## G
- Mohammed Danjuma Goje -

## H
- Boni Haruna -

## I
- James Ibori - Bukar Ibrahim - Ibrahim Idris - Lucky Igbinedion -

## J
- Goodluck Jonathan

## K
- Mala Kachalla - Orji Uzor Kalu - Abdulkadir Kure -

## L
- Rasheed Ladoja -

## M
- Herbert Macaulay - Ahmed Makarfi - Chinwoke Mbadinuju - Adamu Mu'azu -

## N
- Chris Ngige - Chimaroke Nnamani - Jolly Nyame -

## O
- Peter Odili - P.N. Okeke-Ojiudu - Ngozi Okonjo-Iweala - Michael Okpara - Nwafor Orizu - Dennis Osadebay - Yemi Osinbajo - Olagunsoye Oyinlola -

## S
- Bukola Saraki - Ibrahim Shekarau - Ali Modu Sheriff -

## T
- Abubakar Tafawa Balewa - Bola (Ahmed Adekunle) Tinubu - Bashir Tofa - Saminu Turaki -

## U
- Achike Udenwa -

## W
- James Wilson Robertson

## Y
- Umaru Musa Yar'Adua - Ahmed Sani Yerima - Mohammed Yusuf